# Copa América 1987
Copa América 1987 bylo 33. mistrovství pořádané fotbalovou asociací CONMEBOL. Vítězem se stala Uruguayská fotbalová reprezentace, která tak obhájila titul z minulého ročníku.

## Hrací formát
Uruguay byla jako obhájce titulu nasazena přímo do semifinále. Zbylá devítka týmů byla rozlosována do tří skupin po třech týmech. Na rozdíl od předchozích několika ročníků se všechny zápasy hrály v jedné hostitelské zemi. Ve skupinách se utkal každý s každým. Vítězové skupin následně postoupili do semifinále, odkud se již pokračovalo klasickým pavoukem.

## První fáze

### Skupina A
| Tým       | Z | V | R | P | VG | IG | GD | B |
| --------- | - | - | - | - | -- | -- | -- | - |
| Argentina | 2 | 1 | 1 | 0 | 4  | 1  | +3 | 3 |
| Peru      | 2 | 0 | 2 | 0 | 2  | 2  | 0  | 2 |
| Ekvádor   | 2 | 0 | 1 | 1 | 1  | 4  | -3 | 1 |

| 27. června 1987 |     |           |                                                                                          |
| Argentina       | 1:1 | Peru      | Estadio Monumental, Buenos Aires diváci: 40 000 rozhodčí: Armando Pérez Hoyos (Kolumbie) |
| Maradona 47'    |     | Reyna 59' | Estadio Monumental, Buenos Aires diváci: 40 000 rozhodčí: Armando Pérez Hoyos (Kolumbie) |

| 2. července 1987                     |     |         |                                                                                           |
| Argentina                            | 3:0 | Ekvádor | Estadio Monumental, Buenos Aires diváci: 30 000 rozhodčí: Romualdo Arppi Filho (Brazílie) |
| Caniggia 50' Maradona 67' (pen.) 85' |     |         | Estadio Monumental, Buenos Aires diváci: 30 000 rozhodčí: Romualdo Arppi Filho (Brazílie) |

| 4. července 1987 |     |          |                                                                                       |
| Peru             | 1:1 | Ekvádor  | Estadio Monumental, Buenos Aires diváci: 10 000 rozhodčí: Asterio Martínez (Paraguay) |
| Pa Rosa 87'      |     | Cuvi 72' | Estadio Monumental, Buenos Aires diváci: 10 000 rozhodčí: Asterio Martínez (Paraguay) |

### Skupina B
| Tým       | Z | V | R | P | VG | IG | GD | B |
| --------- | - | - | - | - | -- | -- | -- | - |
| Chile     | 2 | 2 | 0 | 0 | 7  | 1  | +6 | 4 |
| Brazílie  | 2 | 1 | 0 | 1 | 5  | 4  | +1 | 2 |
| Venezuela | 2 | 0 | 0 | 2 | 1  | 8  | -7 | 0 |

| 28. června 1987                                                        |     |           |                                                                                           |
| Brazílie                                                               | 5:0 | Venezuela | Estadio Olímpico Chateau Carreras, Córdoba diváci: 8 000 rozhodčí: Elias Jácome (Ekvádor) |
| Edú Marangón 33' Morovic 39' (vl.) Careca 66' Nelsinho 72' Romário 89' |     |           | Estadio Olímpico Chateau Carreras, Córdoba diváci: 8 000 rozhodčí: Elias Jácome (Ekvádor) |

| 30. června 1987                        |     |                   |                                                                                            |
| Chile                                  | 3:1 | Venezuela         | Estadio Olímpico Chateau Carreras, Córdoba diváci: 5 000 rozhodčí: Luis Barrancos (Bolívie |
| Petelier 17' Contreras 70' Salgado 83' |     | Acosta 24' (pen.) | Estadio Olímpico Chateau Carreras, Córdoba diváci: 5 000 rozhodčí: Luis Barrancos (Bolívie |

| 3. července 1987               |     |          | |
| Chile                          | 4:0 | Brazílie | Estadio Olímpico Chateau Carreras, Córdoba diváci: 15 000 rozhodčí: Juan Daniel Cardellino (Uruguay) |
| Basay 41' 68' Petelier 48' 75' |     |          | Estadio Olímpico Chateau Carreras, Córdoba diváci: 15 000 rozhodčí: Juan Daniel Cardellino (Uruguay) |

### Skupina C
| Tým      | Z | V | R | P | VG | IG | GD | B |
| -------- | - | - | - | - | -- | -- | -- | - |
| Kolumbie | 2 | 2 | 0 | 0 | 5  | 0  | +5 | 4 |
| Bolívie  | 2 | 0 | 1 | 1 | 0  | 2  | -2 | 1 |
| Paraguay | 2 | 0 | 1 | 1 | 0  | 3  | -3 | 1 |

| 28. června 1987 |     |         |                                                                                  |
| Paraguay        | 0:0 | Bolívie | Estadio Gigante de Arroyito, Rosario diváci: 5 000 rozhodčí: Enrique Labó (Peru) |
|                 |     |         | Estadio Gigante de Arroyito, Rosario diváci: 5 000 rozhodčí: Enrique Labó (Peru) |

| 1. července 1987           |     |         |                                                                                    |
| Kolumbie                   | 2:0 | Bolívie | Estadio Gigante de Arroyito, Rosario diváci: 5 000 rozhodčí: Gastón Castro (Chile) |
| Valderrama 34' Iguarán 89' |     |         | Estadio Gigante de Arroyito, Rosario diváci: 5 000 rozhodčí: Gastón Castro (Chile) |

| 5. července 1987   |     |          |                                                                                              |
| Kolumbie           | 3:0 | Paraguay | Estadio Gigante de Arroyito, Rosario diváci: 10 000 rozhodčí: Francisco Lamolina (Argentina) |
| Iguarán 8' 34' 50' |     |          | Estadio Gigante de Arroyito, Rosario diváci: 10 000 rozhodčí: Francisco Lamolina (Argentina) |

## Play off

### Semifinále
| 8. července 1987       |              |                   |                                                                                    |
| Chile                  | 2:1 (prodl.) | Kolumbie          | Chateau Carreras, Córdoba diváci: 10 000 rozhodčí: Romualdo Arppi Filho (Brazílie) |
| Astengo 106' Vera 108' |              | Redín 103' (pen.) | Chateau Carreras, Córdoba diváci: 10 000 rozhodčí: Romualdo Arppi Filho (Brazílie) |

| 9. července 1987 |     |           |                                                                            |
| Uruguay          | 1:0 | Argentina | La Bombonera, Buenos Aires diváci: 75 000 rozhodčí: Elias Jácome (Ekvádor) |
| Alzamendi 43'    |     |           | La Bombonera, Buenos Aires diváci: 75 000 rozhodčí: Elias Jácome (Ekvádor) |

### O 3. místo
| 11. července 1987    |     |              |                                                                               |
| Kolumbie             | 2:1 | Argentina    | Monumental, Buenos Aires diváci: 15 000 rozhodčí: Bernardo Corujo (Venezuela) |
| Gómez 8' Galeano 27' |     | Caniggia 86' | Monumental, Buenos Aires diváci: 15 000 rozhodčí: Bernardo Corujo (Venezuela) |

### Finále
| 12. července 1987 |     |       |                                                                                   |
| Uruguay           | 1:0 | Chile | Monumental, Buenos Aires diváci: 35 000 rozhodčí: Romualdo Arppi Filho (Brazílie) |
| Bengoechea 56'    |     |       | Monumental, Buenos Aires diváci: 35 000 rozhodčí: Romualdo Arppi Filho (Brazílie) |